# Park Sung-ho
Park Sung-Ho (Incheon, 17 juli 1982) is een Zuid-Koreaans voetballer.

## Carrière
Park Sung-Ho speelde tussen 2001 en 2011 voor Anyang LG Cheetahs, Korean Police, Busan I'Park, Daejeon Citizen en Vegalta Sendai. Hij tekende in 2012 bij Pohang Steelers.